# 巴代爾岩
巴代爾岩（英語：Bardell Rock），是南極洲的岩石，處於狄更斯岩以南1.9公里，屬於比斯科群島中皮特群島的一部分，在1971年由英國南極名稱諮詢委員會命名，現時由南極條約體系管理。